# Mîhailivka (Vîhoda), Odesa
Mîhailivka (în ucraineană Михайлівка) este un sat în comuna Vîhoda din raionul Odesa, regiunea Odesa, Ucraina.

## Demografie
Componența lingvistică a localității Mîhailivka
     Ucraineană (96,57%)
     Rusă (2,29%)
     Alte limbi (1,14%)
Conform recensământului din 2001, majoritatea populației localității Mîhailivka era vorbitoare de ucraineană (96,57%), existând în minoritate și vorbitori de rusă (2,29%).